# チバゆな
チバゆな（2002年〈平成14年〉3月4日 - ）は、日本の女性アイドルであり、女性アイドルグループ・きゅるりんってしてみてのメンバー。 所属事務所はディアステージ。 グループ内での担当カラーはピンクであり、メンバーの中では最年少。 また、アイドルグループ「清竜人25」のメンバーとしても、「清ゆな（きよし ゆな）」名義で活動している。

## 略歴
- 2021年1月、女性アイドルグループ「きゅるりんってしてみて」の結成メンバーとして発表された。メンバー発表は同月3日から7日にかけて1日1人ずつ行われ、チバは3番目にビジュアルが公開された。 グループ結成当初の所属事務所はNプロダクションであった。同年1月23日、東京・Veats Shibuyaにて開催されたお披露目ライブでステージデビューを果たした[2]。
- 2023年3月11日、グループがNプロダクションからディアステージへ移籍することが発表され、チバも同社所属タレントとなった[3]。
- 2024年7月、アイドルグループ「清竜人25」に第105夫人「清ゆな」として加入したことが発表された。 これは、同グループの第102夫人・清嬉唄（島村嬉唄）の脱退直後の発表であった[4]。

## 人物
- アイドルとして活動する前には、コンセプトカフェでのアルバイト経験がある。 本人によれば、その動機は「人間に興味があ」り、「人と話すと、自分とは違う考え方を入れることができる」と考えたこと、そして「メイドさんは可愛いし、やってみたいなというのもありました」という気持ちがあったためと述べている[5]。
- 元来は「人と話すのが嫌いだった」と自己分析しているが、自身の「閉鎖的すぎる」面を変えたいという意識を持っていた。 学生時代には不登校の傾向があり、提出物や忘れ物が多いこと、部屋の整理整頓が不得手であることなども語っている。 コンセプトカフェでの経験を通じて、「自分の話すことに対して良いと思ってくれる人がいると知り、自分はそんなにおかしい人間ではないと思えたことが良かった」と振り返っている[6]。
- アイドル活動を始めた当初、ダンスや歌は特に得意ではなかったと述べているが、「やるって言っちゃったからにはちゃんとやり遂げなきゃ」という強い責任感を持ってレッスンに臨んでいた。 周囲のメンバーが出来ていく中で自身が遅れをとっていると感じながらも、準備してくれるスタッフのためにも努力を続けたという[7]。
- グループ内では、他のメンバーがおとなしいと感じた際に、自ら率先してコミュニケーションを取ろうと試みたことがあり、それを「謎の責任感」から来る行動だったと振り返っている。 自身も人見知りで「根暗」だと自覚しつつも、グループ全体の雰囲気を良くするために積極的に関わろうとする姿勢を見せていた[8]。
- メンバーの島村嬉唄は、チバを「誰とでも仲良くなれるタイプ」であり、「お喋り上手だし、ダンスもセクシーに踊るし、最年少なのに気が利くし、こんなにできた子はいない」と高く評価している[9]。
- ファンとの交流においては、当初「自分のような何もない人間に会いに来てくれるのはなぜだろう」と感じていたが、特典会などでファンと直接話す中で、外見だけでなく自身の発言や考え方、内面に魅力を感じてくれる人がいることに気づき、「自身にも存在価値がある」と感じられるようになったと語っている。 この経験から、外見だけでなく内面も磨いていきたいという考えを持つようになった[10]。

## 出演

### 出版物
- デジタル限定写真集『【デジタル限定】チバゆな写真集「元カノ」 週プレ PHOTO BOOK』(集英社)[11]